# Juan Román Riquelme
Juan Román Riquelme (født 24. juni 1978) er en fodboldspiller fra Argentina. Han spillede til sidst i den argentinske ligaklub Boca Juniors (samme klub hvori han startede sin professionelle karriere) efter at have skiftet fra Villareal i Spanien grundet uoverensstemmelser med klubledelsen. Den 26. januar 2015 lagde han støvlerne på hylden efter en lang og bemærkelsesværdig karriere.
Riquelme har tidligere spillet i spanske FC Barcelona, men fordi Barcelona i forvejen havde stjernespilleren Ronaldinho havde man ikke "plads" til begge, hvorfor Riquelme måtte søge væk.[kilde mangler]